# Angelino Fons
Angelino Fons, né Angelino Fons Fernández le 6 mars 1936 à Madrid et mort le 7 juin 2011, est un réalisateur et un scénariste espagnol.

## Filmographie

### Comme réalisateur
- 1963 : A este lado del muro
- 1964 : Garabatos
- 1966 : La busca
- 1969 : Cantando a la vida
- 1970 : Fortunata y Jacinta (es)
- 1971 : La primera entrega
- 1972 : Marianela
- 1973 : Separación matrimonial
- 1974 : Mi hijo no es lo que parece
- 1975 : De profesión: polígamo
- 1976 : Emilia... parada y fonda
- 1976 : La casa
- 1977 : Esposa y amante
- 1983 : El Cid cabreador
- 1983 : Mar brava

### Comme scénariste
- 1963 : A este lado del muro
- 1964 : Garabatos
- 1965 : La Chasse (La caza) de Carlos Saura
- 1966 : La busca
- 1966 : Amador de Francisco Regueiro
- 1967 : Peppermint frappé de Carlos Saura
- 1968 : Stress es tres, tres de Carlos Saura
- 1969 : Cantando a la vida
- 1970 : Fortunata y Jacinta (es)
- 1975 : De profesión: polígamo
- 1976 : La casa
- 1979 : Inés de Villalonga 1870 de Jaime Jesús Balcázar
- 1982 : Playa azul de Jaime Jesús Balcázar
- 1983 : Mar brava